# Jerry Zucker
Jerry Zucker (Milwaukee, Wisconsin, 11 de marzo de 1950) es un director y productor de cine estadounidense, reconocido por sus películas de comedia.  Es hermano del también cineasta David Zucker.

## Biografía
Hijo de dos actores, Burton Zucker (1916-2008) y Charlotte Zucker (1921-2007). Tiene dos hermanos: David Zucker y Susan Zucker (conocida como Susan Breslau).

## Carrera
Los primeros años de su carrera, estuvieron caracterizados por la colaboración de su hermano David Zucker, y su amigo Jim Abrahams.

Entre los principales trabajos de este "trío" (Zucker-Abrahams-Zucker) se encuentran, The Kentucky Fried Movie (1977), Airplane! (1980), Top Secret! (1984) y ¡Por favor, maten a mi mujer! (1986).

Su primer trabajo en solitario fue la famosa película de Ghost en el año 1990.
En el año 1995 dirige la película El primer caballero.

Tras un largo período de pausa, volvió al mundo del cine, produciendo en el año 2001 Ratas a la carrera.

## Vida personal
Desde 1987 está casado con Janet Zucker (Janet Krausz de soltera), y tienen dos hijos: Kate Sarah Zucker (n. 1988) y Robert Jonathan Zucker (n. 1992).

## Filmografía
| Año  | Título                                         | Notas                       |
| ---- | ---------------------------------------------- | --------------------------- |
| 1977 | The Kentucky Fried Movie                       | Guionista y actor           |
| 1979 | Rock 'n' Roll High School                      | Director secundario         |
| 1980 | Airplane!                                      | Director y actor            |
| 1982 | Police Squad!                                  | Guionista                   |
| 1984 | Top Secret!                                    | Director, guionista y actor |
| 1986 | Por favor, maten a mi mujer                    | Director                    |
| 1988 | The Naked Gun: From the Files of Police Squad! | Guionista                   |
| 1990 | Ghost                                          | Director                    |
| 1991 | The Naked Gun 2½: The Smell of Fear            | Guionista                   |
| 1992 | Brain Donors                                   | Productor                   |
| 1993 | Mi vida                                        | Productor                   |
| 1994 | Naked Gun 33⅓: The Final Insult                | Guionista                   |
| 1995 | First Knight                                   | Director                    |
| 1995 | Un paseo por las nubes                         | Productor                   |
| 1997 | La boda de mi mejor amigo                      | Productor                   |
| 2001 | Ratas a la carrera                             | Productor                   |
| 2002 | Amor sin condiciones                           | Productor                   |
| 2003 | Phone Booth                                    | Productor                   |
| 2005 | Amor en juego                                  | Productor                   |
| 2006 | La niñera mágica                               | Director                    |
| 2008 | Superhero Movie                                | Productor                   |
| 2010 | Fair Game                                      | Productor                   |
| 2011 | Friends with Benefits                          | Productor                   |
| 2012 | Mental                                         | Productor                   |

## Premios
| Año  | Premio           | Categoría                          | Película                  | Resultado |
| ---- | ---------------- | ---------------------------------- | ------------------------- | --------- |
| 1998 | Golden Satellite | Mejor película (Comedia o musical) | La boda de mi mejor amigo | Nominado  |
| 1991 | Saturno          | Mejor director                     | Ghost                     | Nominado  |
| 1991 | Reader's choice  | Mejor película extranjera          | Ghost                     | Ganador   |
| 1991 | Audience         | Mejor película extranjera          | Ghost                     | Ganador   |
| 1991 | ShoWest          | Mejor director del año             |                           | Ganador   |
| 1989 | Premio especial  | Mejor realizador de comedias       |                           | Ganador   |
| 1982 | Emmy             | Mejor guion en series de comedia   | Airplane!                 | Nominado  |
| 1981 | BAFTA            | Mejor guion                        | Airplane!                 | Nominado  |